# Конкурентные действия по ситуации

## Конкурентная ситуация
Конкурентная ситуация — это отдельный эпизод конкуренции, являющийся частью тактической конкуренции. Тактический период участия в конкуренции представляет собой калейдоскоп сменяющих друг друга конкурентных ситуаций, каждая из которых является его внутренним эпизодом. В них участники рынка сталкиваются между собой, оценивают друг друга, мобилизуют и используют имеющийся потенциал для выполнения тактических задач, проявляют конкурентную силу, преодолевают собственные ошибки, ищут выход из тупика, пожинают плоды собственных успехов или провалов, готовятся к новым тактическим периодам участия в конкуренции и новым конкурентным операциям, осмысливая приобретенный опыт.

## Типология конкурентных ситуаций
Многообразие конкурентных ситуаций, составляющих тактические периоды участия в конкуренции, может быть сведено к трем укрупненным группам. Это позволяет привести следующую классификацию конкурентных ситуаций, выделяют:
- дебютные (стартовые) конкурентные ситуации;
- конкурентные ситуации середины тактических периодов участия в конкуренции;
- конкурентные ситуации, завершающие проведение тактических операций.

Для определения конкурентных ситуаций иногда предлагается воспользоваться терминологией, применяемой в шахматах, а именно: дебют, миттельшпиль, эндшпиль. Дебют — начало тактических операций, миттельшпиль — их середина, эндшпиль — завершение.
Каждая группа конкурентных ситуаций выполняет определенную функцию, и для участия в ней соперники выдвигают свои специфические задачи.
Дебютные конкурентные ситуации — ситуации первого непосредственного столкновения соперников. Ими открываются тактические операции в конкуренции. Это начало тактики конкурентных действий сторон в соответствии с операционными сценариями.
Конкурентные ситуации середины тактических периодов участия в конкуренции (ситуации миттельшпиля — слово «миттельшпиль» означает в переводе с немецкого языка середину игры) складываются в основной в определяющей части периодов тактического соперничества.
Окончанием любой тактической операции являются завершающие конкурентные ситуации (ситуации эндшпиля). Их отсутствие может наблюдаться только в случаях искусственного прерывания тактических периодов участия в конкуренции по воле одной из сторон соперничества.
Такое прерывание нельзя считать лучшим способом участия субъектов предпринимательства в конкуренции. Лучший способ — естественное завершение сторонами соперничества тактических периодов участия в конкуренции посредством их прохождения через ситуации эндшпиля.
Конкурентные ситуации могут быть двусторонними или многосторонними. Односторонними они быть не могут, даже если участники рынка долго ни с кем не контактируют.
Поэтому производя тактические конкурентные операции, тактические соперники последовательно перемещаются из предыдущей конкурентной ситуации в последующую и делаются также соперниками по ситуациям — ситуационными соперниками.
В конкурентных ситуациях участвуют как минимум двое ситуационных соперников. Если их всего два, конкурентные ситуации признаются двусторонними. Но, как правило, субъекты предпринимательства являются участниками многосторонних конкурентных ситуаций.
Соперничество любых двух участников рынка разворачивается среди их общего окружения: потенциальных контрагентов, партнеров, конкурентов, органов государственной власти и управления, оказывающих ощутимое влияние на их взаимодействие в тактических периодах конкуренции, даже когда им кажется, что они непосредственно соперничают «один на один». Ситуационная конкурентная среда образуется множеством сторон конкурентных ситуаций.
Нередко ситуационных соперников называют партнерами по конкурентной ситуации.

## Конъюнктура конкурентных ситуаций
На содержание всех конкурентных ситуаций оказывает влияние не только применяемая участниками рынка тактика конкурентных действий, но и конъюнктура той или иной конкурентной ситуации. С помощью понятия «конъюнктура» (от лат. conjungo — связываю, соединяю) в экономике определяется конкретное положение или комплекс условий, сложившихся вследствие стечения обстоятельств.
Конъюнктура конкурентных ситуаций (или конкурентная конъюнктура) характеризует фактическую расстановку (баланс) конкурентных сил в течение времени продолжения ситуации, конкретную степень остроты конфликта интересов сторон, перспективы достижения согласия или обострения конфликта ситуационных соперников.
Фактическая конъюнктура конкурентных ситуаций может иметь незначительные или значительные отличия от тактических прогнозов.
Как правило, они зависят от фактически сложившегося конкурентного потенциала сторон, степени квалификации соперников в совершении конкурентных действий, форс-мажорных и непредвиденных обстоятельств. Конкурентная конъюнктура характеризует реальное наполнение каждой ситуации складывающимися обстоятельствами и действиями конкурентов, что всегда принимается в расчет опытными участниками рынка.

## Ситуационные конкурентные диспозиции
Фактическая расстановка или баланс сил участников конкурентных ситуаций отражается в ситуационных конкурентных диспозициях сторон (схемах их взаимного расположения на полях конкуренции в той или иной конкурентной ситуации).
Относительная симметрия сторон — предпосылка достижения ими взаимной выгоды и источник сравнительного сглаживания конфликта интересов. Ее отсутствие становится предпосылкой нарастания конфликтов интересов ситуационных соперников.
Фактически складывающиеся ситуационные конкурентные диспозиции признаются участниками рынка как относительно прогнозируемые либо как случайные (относительно непрогнозируемые).
Относительно прогнозируемыми являются ситуационные конкурентные диспозиции сторон, соответствующие тактическим планам участников рынка и опирающиеся на стабильный или предсказуемо меняющийся баланс сил между ними. Как правило, если баланс сил в течение тактического периода остается неизменным или его изменение складывается под влиянием прогнозируемых обстоятельств, содержание тех или иных ситуаций в целом соответствует имеющимся ожиданиям.
Диспозиции сторон конкурентных ситуаций могут под влиянием конъюнктуры этих ситуаций выглядеть случайными (относительно непрогнозируемыми) для одной из их сторон или для всех сторон сразу. Ситуационные диспозиции сторон признаются случайными для участников рынка, если их тактические прогнозы «не попадают» в складывающуюся расстановку сил.
Фактор случайности также постоянно преследует участников рынка вследствие относительной неопределенности рыночных отношений, отсутствия исчерпывающей информации о потребностях и предложении, наличия различных рисков.
Стремление участников рынка выигрывать или не проигрывать конкурентные ситуации в условиях не всегда полностью прогнозируемой ситуационной конкурентной диспозиции вынуждает их признавать конкурентные ситуации как простые для управления или сложные для управления.
Простыми для управления являются конкурентные ситуации, в которых участники рынка выглядят сильнее соперников, сложными для управления — конкурентные ситуации, в которых они выглядят слабее соперников.
Простые для управления конкурентные ситуации трактуются участниками как изначально перспективные с предсказуемым закономерным началом и предсказуемым исходом.
Сложными для управления выглядят, как правило, конкурентные ситуации, диспозиции которых сложились вопреки их первоначальным замыслам.

## Рабочие схемы конкурентных действий по ситуации
Для успешного решения ситуационных задач участникам рынка приходится действовать, не имея большого запаса времени на раздумья.
Содержание ситуационных решений поставленных задач оформляется в виде рабочих схем конкурентных действий по ситуации.
Рабочие схемы должны содержать краткое описание порядка выполнения конкурентных действий по ситуации и их сочетания в очерченных рамках тактических конкурентных операций, а также фиксацию времени начала и окончания конкурентных ситуаций.
Предназначение рабочих схем конкурентных действий по ситуации состоит в организационном обеспечении участниками рынка сильных и качественных действий «по ситуации» согласно тактическим планам и техническим регламентам проведения конкурентных операций, чтобы добиться выигрыша и (или) не допустить проигрыша конкурентных ситуаций в условиях их фактически сложившейся конъюнктуры.
Рабочие схемы конкурентных действий по ситуации меняются в связи с изменением баланса сил между ситуационными соперниками.
Поэтому они могут иметь однократный характер (составляются только один раз — однократная рабочая схема) или многократный (постоянно воспроизводятся в процессе взаимодействия одних и тех же сторон — многократная рабочая схема).
В процессе составления и применения рабочих схем действий «по ситуации» участникам рынка важно не забывать, что несмотря на краткосрочность и быстротечность конкурентных ситуаций, выполнение рабочих схем действий по ситуации становится для участников рынка объектами планирования, стимулирования и контроля. Планировать следует каждое действие по ситуации, каждый временной интервал соперничества, исчисляемый даже часами и минутами. Менеджеры и рядовые сотрудники могут стимулироваться за успешное воплощение рабочих схем действий по ситуации и за полезные инициативы, проявляемые по мере развития конкурентных ситуаций.
Выполнение участниками рынка рабочих схем и их качество также являются объектами внутрифирменного контроля, постоянного мониторинга и экспертизы со стороны участников рынка. Объектами контроля, мониторинга и экспертизы становятся и конкурентные действия по ситуации, предпринимаемые соперниками.
Результаты мониторинга интерпретируются благодаря экспертизе — ситуационному анализу, диагностике и оценке. Необходимы постоянная оценка конкурентной конъюнктуры, действий конкурентов в ценовом, товарном, производственном, сбытовом, информационном пространствах. Диагностика конкурентных ситуаций позволяет участникам рынка заблаговременно выстраивать собственные наступательные, оборонные и иные тактические инициативы, а также тщательно готовиться к вероятным ответам.

## Ситуационные манёвры в конкуренции
В связи с тем, что фактический баланс сил между ситуационными соперниками может не совпадать с тактическими расчетами, действия участников рынка по ситуации приобретают признаки манёвренности.
Ситуационные манёвры — выполняемые участниками рынка конкурентные действия по ситуации в условиях меняющихся перечней ситуационных задач, ожидаемых результатов, состава применяемых ресурсов и тактических конкурентных операций. С помощью ситуационных манёвров участники рынка рассчитывают контролировать конкурентные ситуации, конъюнктура которых сложилась благоприятно для них, и изменять неблагоприятную конъюнктуру других конкурентных ситуаций, разворачивая их себе на пользу и подчиняя себе ситуационные действия соперников.
Ситуационное маневрирование является составной частью тактического маневрирования. Чем выше скорость или степень внезапности применения ситуационных манёвров, тем выше вероятность не только выигрыша ситуации, но и успешного завершения всего периода тактического взаимодействия сторон.
Участники рынка попадают в те или иные ситуации постольку, поскольку действуют тактически, являются участниками тактических отношений с соперниками. Поэтому ситуационная суета становится составной частью реализации ими тактических моделей конкурентных действий. Они «крутятся» не потому, что их желания имеют сиюминутный характер, а потому, что из ситуационных успехов складываются их тактические победы.
Главной задачей ситуационного маневрирования участников рынка становится преподнесение ими неожиданностей и сюрпризов соперникам во избежание проигрыша и (или) ради обеспечения выигрыша в условиях изменчивой расстановки сил. С помощью ситуационных манёвров участники рынка стараются усложнить соперникам восприятие конкурентных ситуаций и тем самым упростить собственное восприятие их.
Любая конкурентная ситуация таит неожиданные опасности и риски.
Стремясь опередить соперников, каждый участник рынка должен быть постоянно готов к тому, что любая конкурентная ситуация может оказаться неожиданной и для него самого и поэтому более сложной.
Управление ситуационными манёврами входит в арсенал ситуационного менеджмента конкурентных действий участников рынка благодаря домашним заготовкам, ситуационному творчеству или тому и другому одновременно.
Домашние заготовки ситуационных манёвров предусматриваются субъектами предпринимательства в операционных сценариях участия в конкуренции в качестве тактических альтернатив и включаются в рабочие схемы конкурентных действий по ситуации.
Они разрабатываются прежде всего для избегания чрезмерных рисков, обусловленных изменением конкурентной конъюнктуры. Непредвиденные изменения в расстановке конкурентных сил приходится страховать ради обеспечения гарантий выигрыша ситуаций.
Однако предназначение любой домашней заготовки состоит не только в том, чтобы застраховать себя от возможных рисков, но и в том, чтобы, рискуя, стараться опередить соперников, поставить их в положение, когда они рискуют сильнее и не готовы противодействовать заготовленным сюрпризам. Поэтому домашние заготовки, будучи включенными в ситуационные рабочие схемы, призваны по ситуации уменьшать негативные последствия неблагоприятной конкурентной конъюнктуры и укреплять благоприятную для участников рынка расстановку конкурентных сил.
Если в операционных сценариях предусмотрены домашние заготовки, то это означает, что участники рынка своевременно припасли для своих соперников ситуационные неожиданности, которые в случае их успешного применения станут неприятным сюрпризом для них.
Нередко конкурентные ситуации развиваются так, что домашние заготовки помочь не могут. Тогда участникам рынка приходится обратиться к ситуационному творчеству. Ситуационное творчество предполагает изобретение, придумывание или додумывание тех или иных действий по ситуации непосредственно в ходе выполнения тактических операций. В нем они могут в полной мере проявить свои творческие ресурсы, предпринимательский талант, вдохновение и творческое начало.
Ситуационное творчество обычно является эффективным и эффектным дополнением к домашним заготовкам. С его помощью участники рынка могут манёвренно действовать по ситуации без всякой предварительной подготовки. Кроме того, ситуационное творчество часто становится способом своевременного и успешного применения домашних заготовок в конкурентных ситуациях.
Любые домашние заготовки, продукты ситуационного творчества разрабатываются участниками рынка ради приобретения преимуществ над соперниками, для которых конкурентные ситуации должны оказаться в итоге более неожиданными, чем для самих разработчиков.